# Kržava, Pljevlja
Kržava este un sat din comuna Pljevlja, Muntenegru. Conform datelor de la recensământul din 2003, localitatea are 12 locuitori (la recensământul din 1991 erau 39 de locuitori).

## Demografie
În satul Kržava locuiesc 8 persoane adulte, iar vârsta medie a populației este de 38,3 de ani (31,5 la bărbați și 51,8 la femei). În localitate sunt 4 gospodării, iar numărul mediu de membri în gospodărie este de 3,00.
Populația localității este foarte eterogenă.
|  |

| Demografie | Demografie | Demografie |
| An         | Locuitori  | Locuitori  |
| ---------- | ---------- | ---------- |
|            |            |            |
|            |            |            |
|            |            |            |
|            |            |            |
| 1948       | 89         |            |
| 1953       | 72         |            |
| 1961       | 91         |            |
| 1971       | 86         |            |
| 1981       | 75         |            |
| 1991       | 39         | 38         |
| 2003       | 12         | 12         |

| \| Componența etnică conform recensământului din 2003[2] \| Componența etnică conform recensământului din 2003[2] \| Componența etnică conform recensământului din 2003[2] \| Componența etnică conform recensământului din 2003[2] \| Componența etnică conform recensământului din 2003[2] \| \| ----------------------------------------------------- \| ----------------------------------------------------- \| ----------------------------------------------------- \| ----------------------------------------------------- \| ----------------------------------------------------- \| \| \| \| \| \| \| \| Sârbi \| Sârbi \| \| 7 \| 58,33% \| \| Muntenegreni \| Muntenegreni \| \| 5 \| 41,66% \| \| necunoscută \| necunoscută \| \| 0 \| 0% \| |              |  |   |        |
| Componența etnică conform recensământului din 2003 |              |  |   |        |
| |              |  |   |        |
| Sârbi | Sârbi        |  | 7 | 58,33% |
| Muntenegreni | Muntenegreni |  | 5 | 41,66% |
| necunoscută | necunoscută  |  | 0 | 0%     |